# آریاسوس
آریاسوس (به یونانی باستان: Άριασσός) شهری در پیسیدیا، آسیای صغیر بود که در دامنه تپه‌ای شیب‌دار حدود ۵۰ کیلومتری از آتالِییا (آنتالیای امروزی) ساخته شده بود.

## پیشینه
شهر در دورهٔ هلنیستی در سدهٔ ۳ پیش از میلاد پایه‌ریزی شد. در حدود ۱۰۰ سال پیش از میلاد توسط آرتمیدوروس افسیوس (به عنوان آراسوس) که یک سده بعد به‌دست استرابون نقل شده است، از آن یاد شده است. تنها موارد یاد شده به‌دست بطلمیوس در سدهٔ دوم پس از میلاد و در فهرست اسقف‌های مسیحی است.
وضعیت کنونی
آریاسوس اکنون در وضعیت خرابه است.

## نگارخانه

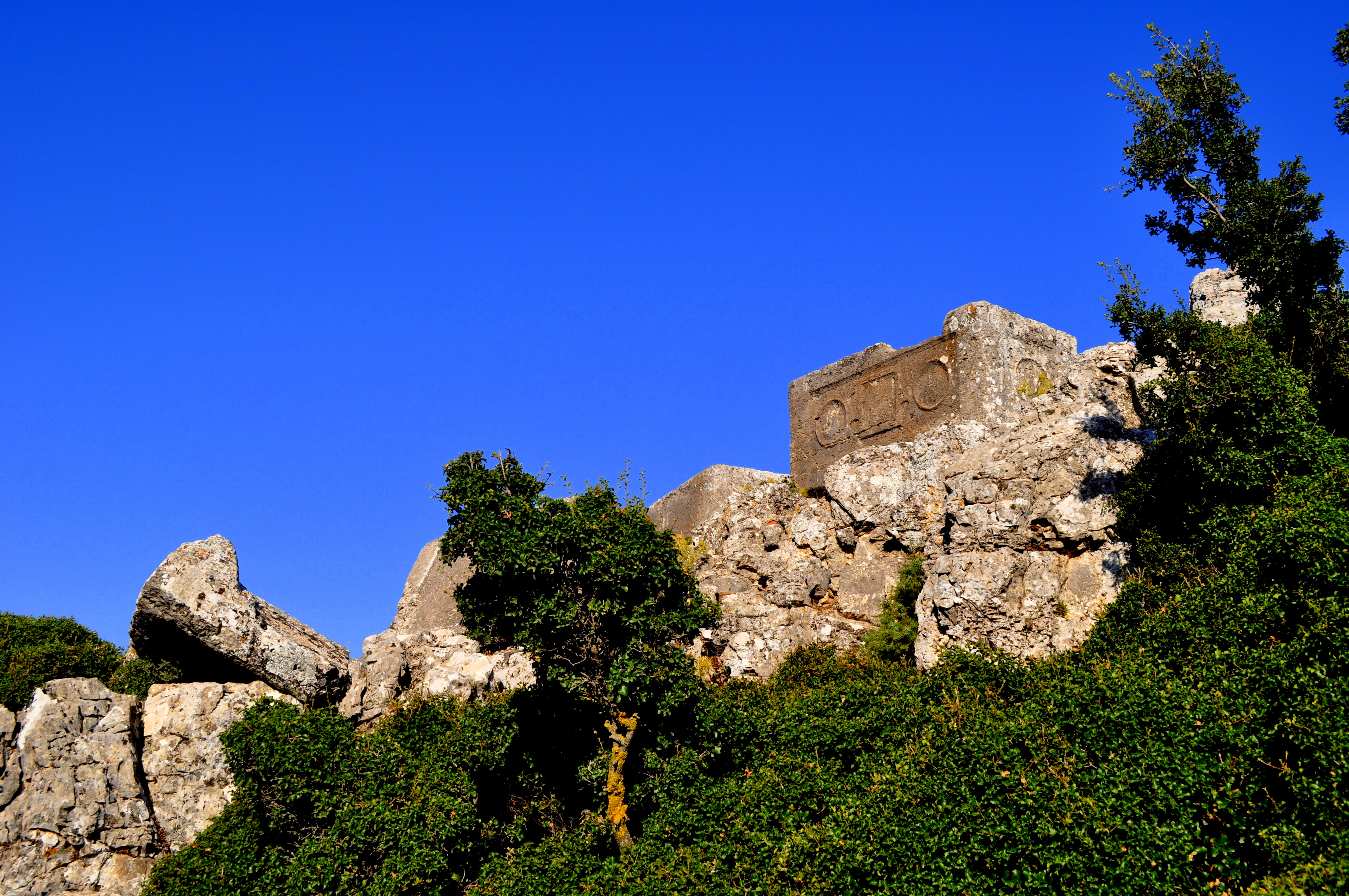
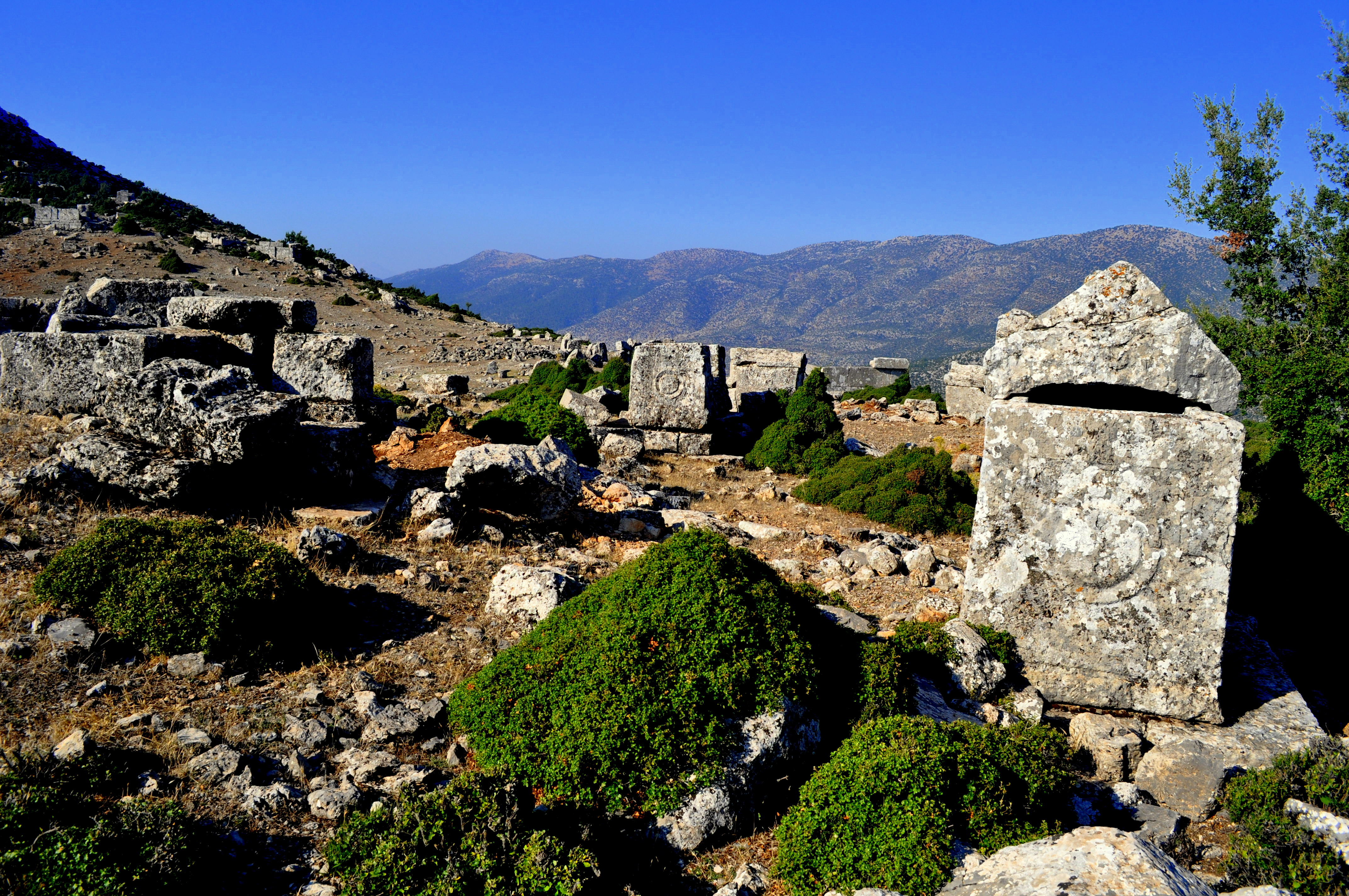
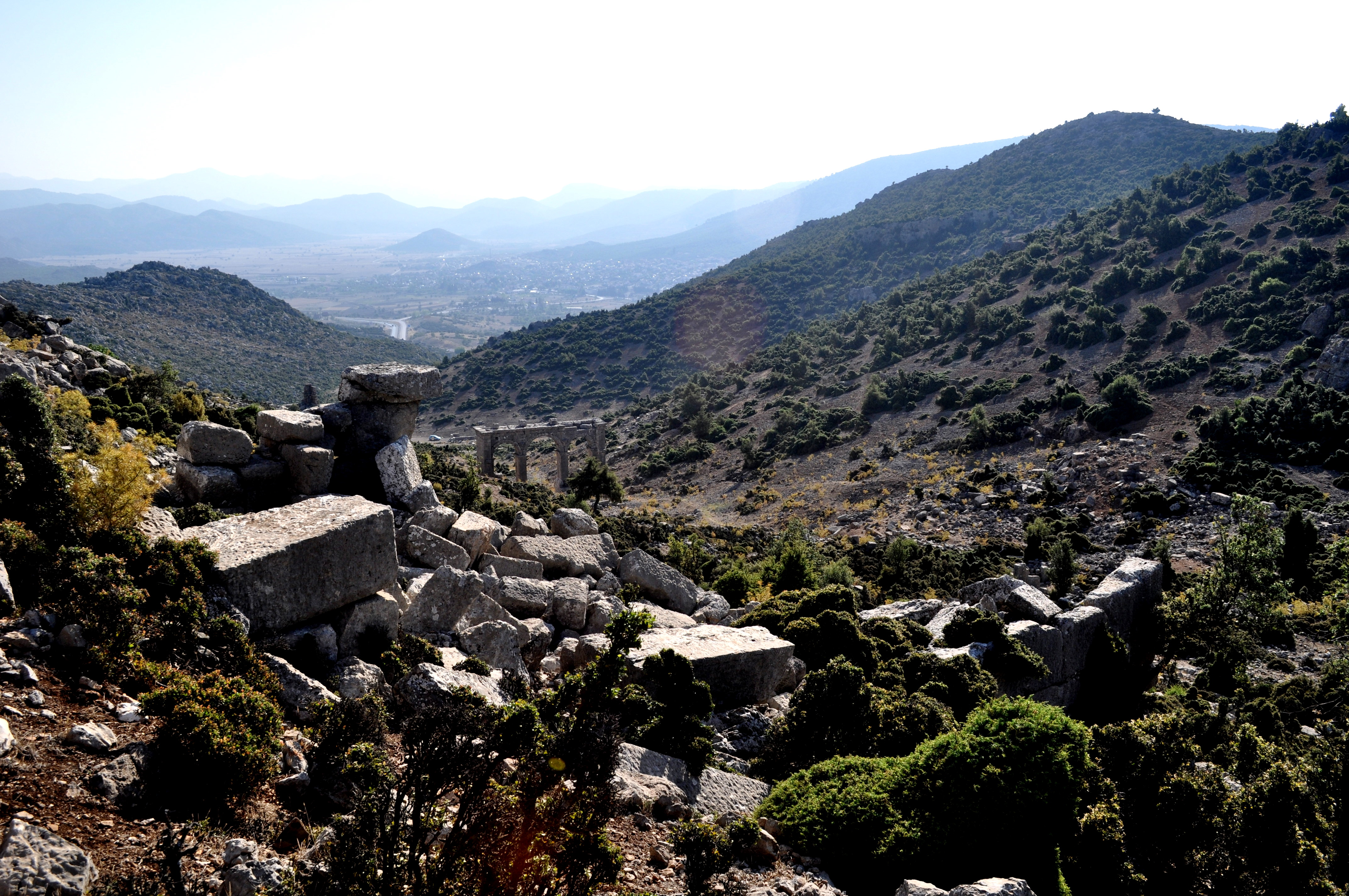
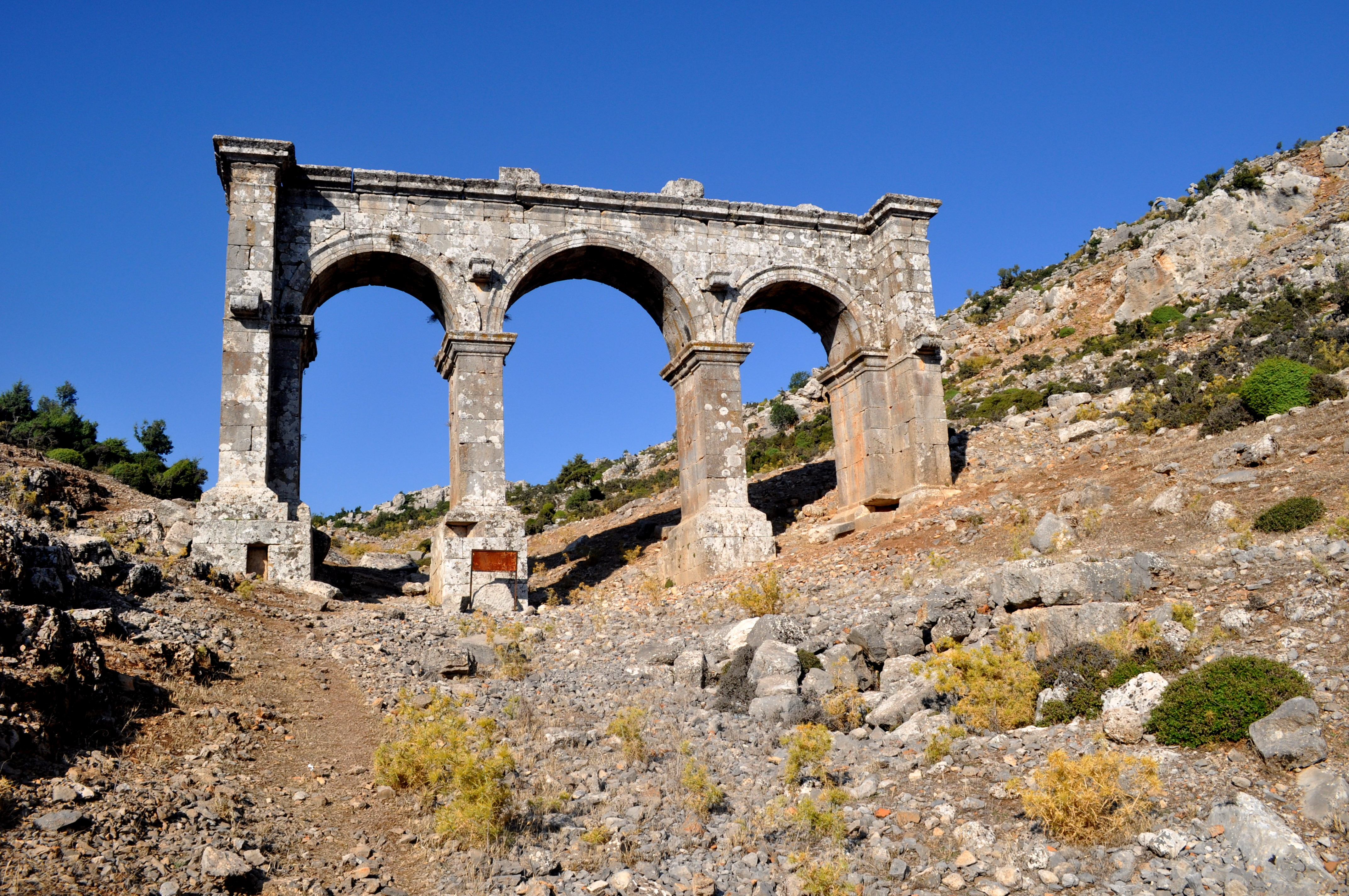